# Synodontis leoparda
Synodontis leoparda és una espècie de peix de la família dels mochòkids i de l'ordre dels siluriformes.

## Morfologia
Els mascles poden assolir els 6 cm de llargària total.

## Distribució geogràfica
Es troba a Àfrica: rius costaners de Tanzània i Somàlia.